# Abdulichat Umarovič Abbasov
Abdulichat Umarovič Abbasov (in russo Абдулихат Умарович Аббасов?; Novomochalei, 30 settembre 1929 – Mosca, 11 agosto 1996) è stato un ammiraglio sovietico, insignito del titolo di Eroe dell'Unione Sovietica e di Cavaliere dell'Ordine di Lenin per il suo lavoro nello sviluppo dei sottomarini nucleari d'attacco classe Alfa.

## Biografia
Nacque il 30 settembre 1929 nel villaggio tartaro di Novomochalei, ora Pil'ninskij rajon, Oblast' di Nižnij Novgorod, all'interno di una famiglia di contadini, figlio di Umar e Fatima Salyaevna. Dal 1932 la sua famiglia visse a Mosca. Tra il 1942 e il 1945 lavorò come falegname nei laboratori di produzione di una scuola professionale. Nel 1945 tentò, senza successo, di entrare all'Accademia navale di Sebastopoli.
Dopo essersi diplomato, entrò come mozzo nella Scuola di Radiometria Navale, uscendone nel 1947. In quello stesso anno entrò alla Scuola preparatoria navale di Leningrado, iniziando subito a prestare servizio nella Marina militare sovietica. Nel 1950 entrò alla Scuola superiore sommergibili Komsomol Lenin a Leningrado uscendone nel 1954.
Prestò servizio sui sottomarini della Flotta del Nord: dal novembre 1954 al gennaio 1957 come comandante del compartimento lanciasiluri del sottomarino S-45 e dal gennaio 1957 al dicembre 1958 come assistente comandante e assistente comandante senior dei sottomarini diesel S-155 e S-300. Membro del Partito Comunista dell'Unione Sovietica (PCUS) dal 1956.
Nel 1958 entrò nelle classi degli ufficiali speciali superiori della Marina, uscendone diplomato l'anno successivo, e nel febbraio 1960 fu nominato assistente senior del comandante del sottomarino nucleare K-40 (Classe Hotel). Nel febbraio 1962 fu nominato, con il grado di capitano di terzo grado, comandante del sottomarino nucleare K-123 (Classe Alfa, Progetto 705K), allora in costruzione, ed in qualità di suo comandante  diede un grande contributo allo sviluppo delle nuove e complesse attrezzature militari in tutte le fasi della sua realizzazione. 
Il suo grande talento organizzativo, la capacità di comprendere questioni scientifiche complesse e molti anni di duro lavoro gli permisero di garantire con successo l'implementazione di una serie di soluzioni tecniche e organizzative fondamentalmente nuove sulla nave e di superare numerose difficoltà nella costruzione, nello sviluppo, nel collaudo e nel funzionamento del K-123.
Sotto la sua guida, fu sviluppata la documentazione operativa e di combattimento per i sottomarini del Progetto 705 Lyra, furono identificate tutte le capacità di combattimento di complessi e dei sistemi operativi, fu padroneggiato il controllo di un sottomarino di piccolo dislocamento altamente automatizzato, dotato di alta velocità in immersione e vennero testate e collaudate le caratteristiche operative del potente reattore (155 MW) raffreddato a metallo liquido. le caratteristiche dei sottomarini classe 705 furono esposte in rapporti e articoli, e costituirono la base per il combattimento e le attività quotidiane della 6ª Divisione sottomarini nucleari della Flotta del Nord.
Nel 1968 si diplomò ai Corsi per ufficiali presso l'Accademia Navale A. A. Grechko e fu promosso capitano di primo grado il 5 luglio 1969. Il 12 dicembre 1977 il sottomarino K-123 fu accettato dalla Voenno-morskoj flot (VMF) ed entrò in servizio nella Flotta del Nord, e il 17 marzo 1979, sotto il suo comando effettuò il suo primo servizio operativo partecipando successivamente all'esercitazione "Corsa-79". Tale esercitazione aveva come scopo la protezione degli SSBN classe Delta schierati operativamente nella zona di pattugliamento del "Bastione Nord".
Con decreto del Presidium del Soviet Supremo dell'Unione Sovietica del 16 dicembre 1981, per il suo grande contributo allo sviluppo e al collaudo del più moderno sottomarino nucleare della Flotta del Nord, dimostrando coraggio e iniziativa personale, fu insignito del titolo di Eroe dell'Unione Sovietica, dell'Ordine di Lenin e della medaglia "Stella d'Oro".
Nell'agosto 1979 fu nominato direttore del Centro di addestramento per la formazione di specialisti per sottomarini nucleari della Marina a Obninsk. Dall'ottobre 1983 divenne capo del IV dipartimento e dal maggio 1987 capo del V dipartimento dei centri di addestramento e logistica della Direzione dell'addestramento al combattimento della Marina sovietica. Con una risoluzione del Consiglio dei ministri dell'Unione Sovietica del 22 febbraio 1983, fu elevato al rango di  contrammiraglio.
Nel giugno 1988 fu posto a riposo stabilendosi a Mosca dove si spense l'11 agosto 1996. Fu sepolto nel settore musulmano del cimitero Danilov a Mosca.
Un monumento all'eroe dell'Unione Sovietica Abdulichat Umarovič Abbasov è stato eretto nel suo villaggio natale di Novomochalei, Pil'ninskij rajon, Oblast' di Nižnij Novgorod.

### Esplicative
1. ↑  Si trattava di un sottomarino d'attacco ad alta velocità costruito in titanio con un disegno fondamentalmente nuovo.

### Bibliografiche
1. 1 2 3 4 5 6 7 8 9 10 11 12 13 14 15 16  Warheroes.
2. 1 2 3 4 5  Татароведение.
3. 1 2 3  Caretta, Cosentino 2024, p. 55.
4. 1 2 3 4 5  Flot.
5. 1 2  Caretta, Cosentino 2024, p. 74.
6. ↑  Caretta, Cosentino 2024, p. 59.